# Strukturchemie
Die Strukturchemie ist ein Teilgebiet der Chemie und befasst sich mit räumlichen Strukturen in Molekülen und Festkörpern.
Eine Hauptaufgabe ist die Ableitung allgemeiner Regeln, auf welche Art die chemischen und physikalischen Eigenschaften der Konstituenten die entstehenden Strukturen bestimmen (beispielsweise der Zusammenhang zwischen der Elektronenkonfiguration der Kristallbausteine und der Symmetrie des resultierenden Kristallgitters). Ein weiteres Aufgabenfeld ist die Formulierung allgemeiner Gesetzmäßigkeiten für Struktur-Eigenschafts-Beziehungen.
Zur Strukturaufklärung dienen:
- Beugungsmethoden, darunter kristallographische Methoden (Röntgenbeugung, Elektronenbeugung, Neutronenbeugung) und die Beugung an Gasen (Elektronenbeugung)
- Methoden der Festkörper- und Molekülspektroskopie (insbesondere Mikrowellenspektroskopie).

Zu unterscheiden sind dabei
- Methoden, die lediglich die Verknüpfung von Atomen (Konstitution) wiedergeben können
- Methoden, die dreidimensionale Strukturinformation ergeben (Bindungslängen, Bindungswinkel, Torsionswinkel, Atom-Koordinaten).